# MATLAB
MATLAB — пакет прикладних програм для числового аналізу, а також мова програмування, що використовується в даному пакеті. Система створена компанією The MathWorks і є зручним засобом для роботи з математичними матрицями, малювання функцій, роботи з алгоритмами, створення робочих оболонок (інтерфейсів користувача[джерело?]) з програмами в інших мовах програмування. Хоча цей продукт спеціалізується на чисельному обчисленні, спеціальні інструментальні засоби працюють з програмним забезпеченням Maple, що робить його повноцінною системою для роботи з алгеброю.
MATLAB має більше, ніж мільйон користувачів на виробництвах і науковців. Ціна базової комерційної версії без інструментів близько 2000 дол. США і лише 100 дол. США для навчальних закладів із мінімальним набором інструментів.

## Застосування

Структура системи Matlab + Simulink

MATLAB надає користувачеві велику кількість функцій для аналізу даних, які покривають майже всі області математики, зокрема:
- Матриці та лінійна алгебра — алгебра матриць, лінійні рівняння, власні значення і вектори, сингулярності, факторизація матриць та інше.
- Многочлени та інтерполяція — корені многочленів, операції над многочленами та їх диференціювання, інтерполяція та екстраполяція кривих…
- Математична статистика та аналіз даних — статистичні функції, статистична регресія, цифрова фільтрація, швидке перетворення Фур'є та інші.
- Обробка даних — набір спеціальних функцій, включаючи побудову графіків, оптимізацію, пошук нулів, чисельне інтегрування та інше.
- Диференційні рівняння — вирішення диференційних і диференційно-алгебраїчних рівнянь, диференційних рівнянь із запізнюванням, рівнянь з обмеженнями, рівнянь в часткових похідних та інше.
- Розріджені матриці — спеціальний клас даних пакету MATLAB, що використовується у спеціалізованих додатках.
- Цілочисельна арифметика — виконання операцій цілочисельної арифметики в середовищі MATLAB.

## Історія
MATLAB отримав назву від «MATrix LABoratory» яка була заснована у пізніх 1970-х Клівом Молером, який пізніше став керівником департаменту обчислювальних наук Університету Нью-Мексико. Він розробив його, щоби надати своїм студентам доступ до пакетів Linpack та Eispack без необхідності опановувати Фортран. MATLAB став дуже скоро популярним в інших університетах і привернув особливу увагу прикладних математиків. Інженер Джон Літтл закохався у цей продукт, коли відвідав Молера у Стенфордському університеті у 1983 році. Прогнозуючи комерційний успіх MATLAB він приєднався до Молера і Стіва Бангерта. Вони переписали MATLAB на С і заснували компанію The MathWorks у 1984 році. Переписані бібліотеки стали відомими як JACKPAC. Поза визнанням викладачів лінійної алгебри та числового аналізу MATLAB визнали де-факто спеціалісти по роботі з цифровими зображеннями (напр. томографія).

## Графіки та програмування графічних інтерфейсів користувача
MATLAB підтримує створення застосунків з властивостями графічних інтерфейсів користувача. MATLAB включає GUIDE (GUI development environment — середовище розробки) для графічного проєктування графічних інтерфейсів користувача. Код:
```
x
 
=
 
0
:
pi
/
100
:
2
*
pi
;

y
 
=
 
sin
(
x
);

plot
(
x
,
y
)

```

дає наступний результат
Програми на MATLAB можуть також будувати тривимірні графіки за допомогою функцій surf, plot3 чи mesh.
| [X,Y] = meshgrid(-10:0.25:10,-10:0.25:10); f = sinc(sqrt((X/pi).^2+(Y/pi).^2)); mesh(X,Y,f); axis([-10 -10 -0.3 1]) xlabel('{\bfx}') ylabel('{\bfy}') zlabel('{\bfsinc} ({\bfR})') hidden off |  | [X,Y] = meshgrid(-10:0.25:10,-10:0.25:10); f = sinc(sqrt((X/pi).^2+(Y/pi).^2)); surf(X,Y,f); axis([-10 -10 -0.3 1]) xlabel('{\bfx}') ylabel('{\bfy}') zlabel('{\bfsinc} ({\bfR})') |
| Цей код створює каркасну модель в 3D двовимірної ненормованої функції sinc |  | Цей код створює поверхню в 3D двовимірної ненормованої функції sinc: |
| |  | |